# Vehuiah
Vehuiah est un ange de la Kabbale ; il fait partie des Séraphins. Il serait l'ange de la réussite, de la nouveauté et de l'innovation.